# Антоний (Гигинейшвили)
Митрополит Антоний (в миру Симон Шеварденович Гигинейшвили; 1882, Сухуми, Российская империя — 24 ноября 1956, Сухуми, Абхазская АССР) — епископ Грузинской православной церкви, Митрополит Сухумо-Абхазский.

## Биография
Родился в 1882 году в Сухуми, в крестьянской семье.
Учился в Сухумской горской школе, затем в Кутаисском духовном училище, которое окончил в 1900 году. В 1901 году поступил в Ставропольскую духовную семинарию и окончил полный её курс.
С 1906 по 1912 годы работал старшим учителем Гудаутской второклассной школы.
В 1912 году был избран гласным и секретарем Сухумской городской думы.
В 1914 году мобилизован в армию и назначен священником 11-го Кавказского стрелкового полка.
Рукоположение во диакона состоялось 12 октября 1914 года в Сионском соборе в городе Тбилиси, а 19 октября 1914 года в том же соборе был рукоположен в пресвитера.
В августе 1918 года назначен приходским священником в село Бешпагир, в Ставропольской епархии (ныне — Грачёвский муниципальный округ Ставропольского края).
В ноябре 1922 года назначен ключарем Сухумского Благовещенского кафедрального собора и секретарем Сухумского епархиального управления.
В 1937 году был арестован и осужден по ст. 58 п. 10, а в 1943 году досрочно освобожден.
В 1943 году скончалась его супруга, а в 1948 году — двадцатишестилетняя дочь Зинаида. После этих утрат принял монашество.
30 марта 1952 года в Сионском соборе в Тбилиси был рукоположен во епископа Сухумского и Абхазского.
В 1954 году возведён в сан митрополита.
Скончался 24 ноября 1956 года и похоронен 29 ноября на Михайловском кладбище в Сухуми.